# 기브스 바른틀 앙상블
깁스 바른틀 앙상블(Gibbs Canonical Ensemble)은 일정한 외부힘과 일정한 온도에서 외부계와 열에너지 교환가능한 계를 말한다.
예를 들면, 일정한 외부자기장마당(Magnetic field) 에서의 전자스핀(spin)들의 상자성(Paramagnetism)현상을 설명할 때나 또는 일정한 압력하에서의 이상기체들의 운동상태를 설명할 때 깁스바른틀 앙상블을 통해 계산할 수 있다. {\displaystyle \mu _{s}}는 계의 작은 상태(microstates)들을 나타내고,{\displaystyle X}는 일반 변화량(Generalized Displacement), {\displaystyle J}는 일반힘(Generalized force),{\displaystyle H}는 해밀토니안(Hamiltonian), {\displaystyle \beta =k_{B}T} 이고 볼츠만상수 {\displaystyle k_{B}} 와 온도 T , N은 계에 있는 입자의 개수를 나타내고, 깁스 바른틀 앙상블에서의 확률은 다음과 같이 기술된다. 
{\displaystyle P(\mu _{s},X)={\tfrac {1}{Z(T,J,N)}}e^{-(H-J\cdot X)/(k_{B}T)}}
{\displaystyle Z(T,J,N)=\sum e^{-\beta (H(\mu _{s})-J\cdot X)}}는 깁스 분배함수(Gibbs Partition function)이다.
계가 일정한 온도{\displaystyle T} 와 일정한 입자개수를 가질 때, 평균 일반 변화량(Mean Generalized displacement)은 
{\displaystyle \langle X\rangle =k_{B}T{\frac {\partial }{\partial J}}\ln Z(T,J,N)\,}이다.
따라서 깁스자유에너지(Gibbs Free Energy)는 
 {\displaystyle G(T,J,N)=-k_{B}T\ln Z(T,J,N)}  이고,
계가 일정한 일반힘과 일정한 입자개수를 가질 때, 엔탈피(Enthalpy)는
{\displaystyle -{\frac {\partial }{\partial \beta }}\ln Z(T,J,N)=\langle H-X\cdot J\rangle =Entahlpy}으로 표현된다.